# SC Bajuwaren München
SC Bajuwaren München is een Duitse voetbalclub uit de stad München.

## Geschiedenis
De club werd opgericht in 1910 en speelde tijdens de Tweede Wereldoorlog twee seizoenen in de Gauliga Bayern.